# 129154 Georgesondecker
129154 Georgesondecker è un asteroide della fascia principale. Scoperto nel 2005, presenta un'orbita caratterizzata da un semiasse maggiore pari a 2,3309665 UA e da un'eccentricità di 0,1760091, inclinata di 2,68022° rispetto all'eclittica.